# 塔扎國家公園
塔扎國家公園（阿拉伯语：‎），是阿爾及利亞的國家公園，位於該國東部吉杰勒省，處於泰勒阿特拉斯山脈地區，處於吉杰勒東北面30公里，成立於1923年，面積3,807平方公里。